# Sollasina cthulhu
Sollasina cthulhu var en primitiv tagghuding i klassen Ophiocistioidea och levde under Paleozoikum i perioden Silur för 430 miljoner år sedan.

## Upptäckt
Forskare från Universitetet i Oxford, Universitetet i Leicester, Imperal College London och University College London undersökte år 2016 ett fossil ifrån Herefordshire i England. Med hjälp av 3D grafik kunde en virtuell bild av det välbevarade fossilet tas fram och studeras. Fossilets goda skick gjorde det möjligt att konstatera att Sollasina cthulhu var en för vetenskapen helt ny upptäckt art. Fossilet, som utgörs av ett enda exemplar, upptäcktes vid en utgrävning i början av 2000-talet. 

## Beskrivning och ekologi
Djuret var inte större än en spindel och det kända exemplaret är ca tre centimeter långt. Det utmärkande för Sollasina cthulhu är antalet tentakler, 45 stycken. Dessa användes för att röra sig över havsbotten i de akvatiska miljöer djuret levde i. Precis som hos andra tagghudingar som exempelvis ormstjärnor kunde även armarna fånga in små förhistoriska djur som tjänade som föda. Denna tagghuding var förmodligen ett utpräglat rovdjur som aktivt letade byten. Munnen fanns på djurets ventralsida, under tentaklerna och hade fem stycken tandliknande strukturer.  
En utmärkande skillnad mot dagens tagghudingar är att Sollasina cthulhu hade en kropp som var täckt av många hårda plattor av möjligtvis kitin. Man har dock observerat spår av ett vaskulärt system inuti djuret, där även mjukare vävnad fanns. 

## Taxonomi
Klassen Ophiocistioidea som Sollasina cthulhu tillhörde är utdöd. Morfologiskt påminde dessa djur om ormstjärnor, men en analys av den vaskulära ringen på Sollasina cthulhu den enda art i ordningen där strukturen förekommer, tyder på att djuret var närmare släkt med sjöborrar.